# 貝里脊首長尾鱈
貝里脊首長尾鱈，為輻鰭魚綱鱈形目鼠尾鱈科的其中一種，分布於東太平洋夏威夷群島至加利福尼亞灣海域，屬深海底棲性魚類，深度0-2700公尺，體長可達39.2公分，棲息在底中層水域，生活習性不明。

## 扩展阅读
維基物種上的相關：貝里脊首長尾鱈